# General Pico
General Pico – argentyńskie miasto leżące w prowincji La Pampa.
W roku 1991 miasto liczyło 41 837 mieszkańców, a w roku 2001 – 52 414  mieszkańców. Pod względem wielkości jest drugim miastem prowincji po stolicy Santa Rosa.
Miasto jest siedzibą klubów piłkarskich "Ferro Carril Oeste", "Independiente de Pico" i "Pico Fútbol Club".